# Coppa Libertadores 2013 (calcio femminile)
La Coppa Libertadores 2013 è stata la 5ª edizione della massima competizione sudamericana riservata a squadre femminili di club. Il torneo si è tenuto tra il 27 ottobre e il 7 novembre in Brasile.
Il trofeo è stato vinto, per la seconda volta nella loro storia, dalle brasiliane del São José.

## Squadre
Al torneo partecipano 12 squadre di 10 federazioni (i 10 membri della CONMEBOL), i cui criteri di qualificazione sono determinati dalle singole federazioni nazionali.
| Nazione               | Squadra                | Qualificazione                                                          |
| --------------------- | ---------------------- | ----------------------------------------------------------------------- |
| Argentina (1 squadra) | Boca Juniors           | Campione del Campionato Argentino Femminile 2012-2013                   |
| Bolivia (1 squadra)   | Mundo Futuro           | Campione del Campionato Nazionale femminile boliviano 2014              |
| Brasile (2 squadre)   | São José               | Campione della Coppa del Brasile Femminile 2012                         |
| Brasile (2 squadre)   | Foz Cataratas          | Squadra ospitante                                                       |
| Cile (2 squadre)      | Colo-Colo              | Campione in carica e del Campionato Cileno Femminile 2013               |
| Cile (2 squadre)      | Everton                | Vicecampione del Campionato Cileno Femminile 2013                       |
| Colombia (1 squadra)  | Formas Íntimas         | Campione della Coppa Pre-libertadores 2013                              |
| Ecuador (1 squadra)   | Rocafuerte             | Campione del Campionato Ecuadoriano Femminile 2013                      |
| Paraguay (1 squadra)  | Cerro Porteño          | Campione del Campionato Paraguaiano Femminile 2012                      |
| Perù (1 squadra)      | Sport Girls            | Campione del Campionato Peruviano Femminile 2013                        |
| Uruguay (1 squadra)   | Nacional               | Campione del Torneo di Qualificazione Uruguaiano alla Libertadores 2013 |
| Venezuela (1 squadra) | Estudiantes de Guárico | Campione del Campionato Femminile Venezuelano 2013                      |

## Stadi
Le partite si sono tenute a São José dos Campos nei seguenti stadi:
- Stadio Martins Pereira, São José dos Campos (16.500)
- Stadio ADC Parahyba, São José dos Campos (4.000)

## Fase a gironi

### Gruppo A
| Pos. | Squadra      | Pt | G | V | N | P | GF | GS | DR  |
| ---- | ------------ | -- | - | - | - | - | -- | -- | --- |
| 1.   | Colo-Colo    | 7  | 3 | 2 | 1 | 0 | 16 | 4  | +12 |
| 2.   | Mundo Futuro | 7  | 3 | 2 | 1 | 0 | 7  | 4  | +3  |
| 3.   | Nacional     | 4  | 3 | 1 | 1 | 1 | 5  | 10 | -5  |
| 4.   | Sport Girls  | 0  | 3 | 0 | 0 | 3 | 2  | 12 | -10 |

### Gruppo B
| Pos. | Squadra       | Pt | G | V | N | P | GF | GS | DR  |
| ---- | ------------- | -- | - | - | - | - | -- | -- | --- |
| 1.   | São José      | 9  | 3 | 3 | 0 | 0 | 4  | 0  | +4  |
| 2.   | Cerro Porteño | 6  | 3 | 2 | 0 | 1 | 11 | 4  | +7  |
| 3.   | Rocafuerte    | 3  | 3 | 1 | 0 | 2 | 3  | 4  | -1  |
| 4.   | Everton       | 0  | 3 | 0 | 0 | 3 | 1  | 11 | -10 |

### Gruppo C
| Pos. | Squadra                | Pt | G | V | N | P | GF | GS | DR |
| ---- | ---------------------- | -- | - | - | - | - | -- | -- | -- |
| 1.   | Formas Íntimas         | 7  | 3 | 2 | 1 | 0 | 6  | 2  | +4 |
| 2.   | Boca Juniors           | 4  | 3 | 1 | 1 | 1 | 5  | 5  | 0  |
| 3.   | Foz Cataratas          | 2  | 3 | 0 | 2 | 1 | 3  | 5  | -2 |
| 4.   | Estudiantes de Guárico | 2  | 3 | 0 | 2 | 1 | 2  | 4  | -2 |

### Raffronto delle seconde classificate
| Pos. | Squadra       | Pt | G | V | N | P | GF | GS | DR |
| ---- | ------------- | -- | - | - | - | - | -- | -- | -- |
| 1.   | Mundo Futuro  | 7  | 3 | 2 | 1 | 0 | 7  | 4  | +3 |
| 2.   | Cerro Porteño | 6  | 3 | 2 | 0 | 1 | 11 | 4  | +7 |
| 3.   | Boca Juniors  | 4  | 3 | 1 | 1 | 1 | 5  | 5  | 0  |

## Fase a eliminazione diretta
|  | Semifinali     | Semifinali     | Semifinali     |                |          | Finale          | Finale          | Finale          |  |
|  |                |                |                |                |          |                 |                 |                 |  |
|  | Colo-Colo      | Colo-Colo      | 1 (0)          |                |          |                 |                 |                 |  |
|  | Colo-Colo      | Colo-Colo      | 1 (0)          |                |          |                 |                 |                 |  |
|  | São José (dtr) | São José (dtr) | 1 (3)          |                |          |                 |                 |                 |  |
|  | São José (dtr) | São José (dtr) | 1 (3)          |                | São José | São José        | 3               |                 |  |
|  |                |                |                |                | São José | São José        | 3               |                 |  |
|  |                |                | Formas Íntimas | Formas Íntimas | 1        |                 |                 |                 |  |
|  | Formas Íntimas | Formas Íntimas | Formas Íntimas | Formas Íntimas | 1        | 4               |                 |                 |  |
|  | Formas Íntimas | Formas Íntimas |                |                |          | 4               |                 |                 |  |
|  | Mundo Futuro   | Mundo Futuro   | 1              |                |          | Finale 3º posto | Finale 3º posto | Finale 3º posto |  |
|  | Mundo Futuro   | Mundo Futuro   | 1              |                |          |                 |                 |                 |  |
|  |                |                |                |                |          |                 |                 |                 |  |
|  |                |                |                |                |          | Colo-Colo       | Colo-Colo       | 6               |  |
|  |                |                |                |                |          | Colo-Colo       | Colo-Colo       | 6               |  |
|  |                |                |                |                |          | Mundo Futuro    | Mundo Futuro    | 3               |  |